# Museo Botero

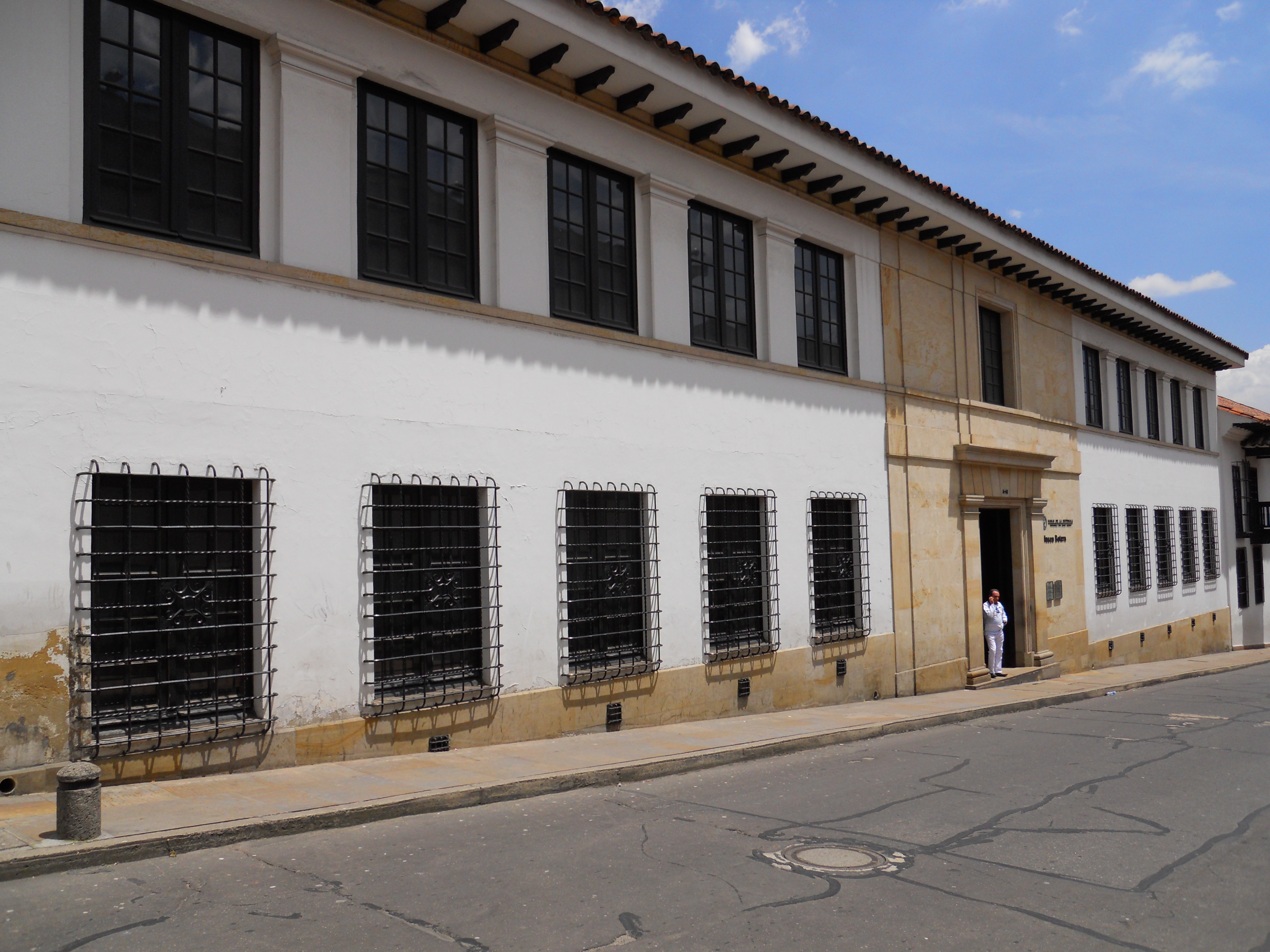
Außenansicht des Museo Botero

Das Museo Botero, deutsch Museum Botero, trägt den Namen des berühmtesten kolumbianischen Künstlers, Malers und Bildhauers Fernando Botero. Das Museum befindet sich in La Candelaria, der Altstadt von Bogotá, und zeigt u. a. einen Ausschnitt seines kreativen Schaffens. Es ist nur wenige Schritte von der Plaza de Bolívar im Stadtzentrum entfernt und gehört zum kulturellen Viertel La Manzana Cultural.
Das Museum hält eine Sammlung an Kunstwerken Boteros, darunter Gemälde, Zeichnungen und Skulpturen. Daneben sind auch Malereien berühmter internationaler Künstler wie Salvador Dalí und Pablo Picasso zu sehen. Im Jahr 2000 hatte Botero 208 Gemälde und Skulpturen an die Kulturstiftung der Nationalbank übergeben und damit den Grundstein für die Eröffnung des Museums gelegt. Unter den überlassenen Werken waren neben seinen eigenen Arbeiten auch Originalkunstwerke weltbekannter Künstler aus seiner Privatsammlung.
Im westlichen Flügel des Museums über zwei Stockwerke finden sich 123 Werke von Fernando Botero. Viele Arbeiten sind Ende des 20. Jahrhunderts entstanden und tragen seine charakteristische Handschrift. Die Darstellung beleibter Figuren, die sich mollig auseinandersetzen: Hände, Orangen, Frauen, Männer, Kinder, Vögel und auch Führer der FARC. Zu den bekannten Gemälden mit überzeichneten Formen zählen Pareja Bailando („Tanzendes Paar“) und Monalisa. Letzteres ist eine Karikatur der Mona Lisa von Leonardo da Vinci.
Besonders sehenswert ist auch Boteros Sammlung von Bleistiftzeichnungen, z. B. die Porträts der französischen Künstler Paul Cézanne und Gustave Courbet. Im Ausstellungsbereich für Skulpturen findet man weitere voluminöse Plastiken von ihm wie Hombre a Caballo („Mann zu Pferd“) und El Sueño („Der Traum“).
Im Ostflügel des Museums sind die 85 Kunstwerke internationaler Künstler ausgestellt. Darunter Arbeiten weltberühmter Maler wie Francis Bacon, Joan Miró, Claude Monet und Pierre-Auguste Renoir, Alberto Giacometti, Camille Pissarro, Edgar Degas, Eugène Louis Boudin, Gustave Caillebotte, und Henry Moore.
Die Ausstellung ist chronologisch aufgebaut und umfasst den Zeitraum vom französischen Impressionismus aus dem 19. Jahrhundert bis zur zeitgenössischen Kunst des 20. Jahrhunderts. Das Museum ist täglich, außer dienstags, geöffnet von 9 bis 19 Uhr, sonntags von 10 bis 17 Uhr. Der Eintritt ist frei.